# Любов і гроші
Любов і гроші (англ. Love & Money) — американо-німецький фільм 1982 року.

## Сюжет
Байрон Левін працює клерком в одному з банків Лос-Анджелеса, живе разом зі своїм батьком і подружкою Вікі. Одного разу мільярдер Фредерік Стокінз робить йому несподівану пропозицію. Байрон повинен переконати свого колишнього однокурсника Лоренцо Прадо, а нині президента однієї з латиноамериканських країн, припинити націоналізацію рудників. Левін погоджується на пропозицію магната, бо закохався в його красиву дружину Катрін.

## У ролях
| Актор                  | Роль             |
| ---------------------- | ---------------- |
| Рей Шаркі              | Байрон Левін     |
| Орнелла Муті           | Катрін Стокінз   |
| Клаус Кінскі           | Фредерік Стокінз |
| Арманд Ассанте         | Лоренцо Прадо    |
| Кінг Видор             | Вальтер Кляйн    |
| Сьюзен Гелдфонд        | Вікі             |
| Вільям Принц           | Полц             |
| Тоні Сірик             | Рауль            |
| Жаклін Брукс           | місіс Полц       |
| Даніель Фаральдо       | Гектор           |
| Родольфо Ойос молодший | генерал Санзер   |
| Террі Джастроу         | Клем Діксон      |
| Том Макфадден          | Блер             |